# سیارک ۱۲۱۳۵
سیارک ۱۲۱۳۵ (به انگلیسی: 12135 Terlingen، نامگذاری:3021P-L) دوازده هزار و صد و سی و پنجمین سیارک کشف شده‌است که در ۲۴ سپتامبر ۱۹۶۰ کشف شد.